# 思親山
思親山（ししんさん）は、山梨県南巨摩郡南部町にある標高1,030.9 mの山である。天子山地に属する。山梨百名山の1つ。

## 概要
天子山地の南部に位置する。東側には柿元ダムを有する天子湖があり、佐野川が南北に流れ、西側には富士川が南北に流れる。佐野峠からの登山道は東海自然歩道に組み込まれている。山頂からは富士山南西面を望むことができ、駿河湾までの眺望が得られる。
思親山山頂および佐野峠は関東の富士見百景に選定されており、毎年5月中旬及び7月下旬頃にダイヤモンド富士を観測することができる。
山容が牛が寝ているようにも見えるため、牛山ともいわれる。

## 歴史
日蓮聖人が身延山で修行した折、この峰越しに故郷房州の父母を偲んだという伝説から、思親山の呼び名が付いたといわれている。

## 登山
- JR内船駅から登り約2時間40分、下り約2時間10分。JR内船駅から徒歩約1時間余りで水呑沢に到着、そこから約1時間弱で「南無妙法蓮華経」の碑がある佐野峠に到着する。佐野峠から東海自然歩道を約45分歩くと思親山山頂に到着。佐野峠から思親山山頂までの登山道は、富士宮市までの広大な景色を見下ろすことができる。
- 佐野峠まではタクシーで行くこともできる(約30分弱)。
- 下山には相之山(970 m)を経由する周回コースもあり、水呑沢で合流する。

## 周辺の山
- 飛行機山 (731 m)
- 相之山 (970 m)
- 三石山 (1,173 m)
- 天子ヶ岳 (1,330 m)
- 長者ヶ岳 (1,336 m)
- 白水山 (812 m)